# Ewilan Gil' Sayan
Ewilan Gil' Sayan est le personnage principal des trilogies La Quête d'Ewilan, Les Mondes d'Ewilan et possède également un rôle important dans Le Pacte des Marchombres. Ces trois trilogies ont pour auteur Pierre Bottero et se déroulent toutes dans les mêmes mondes, Gwendalavir et le nôtre.

## Le personnage
Camille Duciel, de son véritable nom Ewilan Gil' Sayan, est une adolescente brillante, surdouée, avec d'immenses yeux violets qu'elle tient de sa mère. Elle possède également de jolies boucles dorées et un caractère bien trempé.
Ewilan est la fille de Altan et Elicia Gil' Sayan, les deux meilleures Sentinelles qu'ait connu l'Empire de Gwendalavir. Elle a été exilée dans l'Autre Monde par ses parents environ sept ans avant le début de l'histoire pour la protéger de la guerre que menait l'Empire contre les Ts'liches  et les Raïs. Ewilan possède un Don du Dessin très puissant et sera la seule à pouvoir libérer les Sentinelles, appelées les Figés après avoir perdu leur combat contre les Ts'liches. Dans l'Autre Monde, elle a été adoptée par Maxime et Françoise Duciel sous le nom de Camille. Son seul ami dans l'Autre Monde est, depuis toujours, Salim Condo. À partir de son retour en Gwendalavir, elle partagera avec Salim plus qu'une simple amitié. Ewilan a également un grand frère Mathieu Boulanger de son vrai nom Akiro Gil' Sayan, qui aidera Ewilan pour libérer leurs parents. Elle deviendra Sentinelle à la fin d'Ellana, La Prophétie.

## Son rôle dans les trilogies
Elle tient le rôle principal des Monde d'Ewilan et de la Quête d'Ewilan. Ses missions sont de libérer les sentinelles pour sauver Gwendalavir mais également de retrouver ses parents dans La Quête d'Ewilan, et de sauver de nouveau Gwendalavir en explorant un continent encore inconnu pour empêcher une créature monstrueuse de passer de la dimension du dessin à leur monde dans Les mondes d'Ewilan.

### La Quête d'Ewilan

#### D'un Monde à L'autre
Dans ce premier tome de la trilogie La Quête d'Ewilan, l'héroïne, qui porte le nom de Camille, passe du Monde où ses parents l'avaient placée pour sa sécurité jusqu'en Gwendalavir avec Salim. Elle découvre son Don et est chargée de rallier Al Poll où elle devra délivrer les Figés pour libérer Gwendalavir du joug Ts'lich. Elle est épaulée de ceux qui la suivront tout au long de ses aventures : Salim, Edwin Til'Illan, Ellana Caldin, Duom Nil'Erg, Bjorn Wil'Wayard, Hans et Maniel. Sa principale ennemie est Eléa Ril'Morienval, une ancienne Sentinelle qu'Ewilan a délivrée sans la connaître.

#### Les Frontières de glace
Le deuxième tome de la Quête d'Ewilan. Ewilan, toujours appelée Camille, gagne Al Poll avec ses amis, auxquels se sont rajoutés Chiam Vite le Faël et Artis le rêveur. Ewilan délivre les figés et rencontre Eléa Ril'Morienval, son ennemie jurée.

#### L'île du destin
Dans ce dernier tome, Ewilan et ses amis partent vers l'Archipel Aline délivrer Altan et Elicia Gil' Sayan, les parents de Camille et Mathieu (alias Akiro). Celui-ci rejoindra le groupe en même temps que Siam Til' Illan, la jeune sœur d'Edwin, guerrière presque aussi redoutable que son frère.

### Les Mondes d'Ewilan

#### La forêt des captifs
Dans ce premier tome de la trilogie Les Mondes d'Ewilan, notre héroïne est faite prisonnière par la Sentinelle félonne Eléa Ril' Morienval dans l'Autre Monde. Seul Salim est en mesure de la secourir. C'est le tome le plus sombre des deux trilogies, Ewilan va beaucoup souffrir de son passage dans le lieu appelé L'Institution. C'est dans ce tome qu'Ewilan fait la rencontre d'Illian.

#### L'Œil d'Otolep
Second tome Des Mondes d'Ewilan. Accompagnée de la plupart de ses amis et d'Illian, elle fait route vers Valingaï, une ville de l'autre côté de la Mer des Brumes. Elle devra affronter beaucoup de dangers.

#### Les tentacules du Mal
Son nom lui vient du démon que devra combattre Ewilan pendant ce tome. Toujours épaulée de ses fidèles compagnons, elle rejoint Valingaï. C'est un tome décisif dans la vie d'Ewilan.

### Le Pacte des Marchombres

#### Ellana: L'envol
Ewilan n'apparaît que vers la fin du roman, lorsqu'Ellana Caldin a fini son apprentissage Marchombre et va dans l'auberge "Le Monde" dirigé par Aoro. La Marchombre explique que sur une table voisine se trouve une jeune fille aux cheveux blonds avec des yeux violets et le reste de ses amis, ce qui fait référence à Ewilan.

#### Ellana: La Prophétie
Si Ewilan n'est pas apparue dans les deux premiers tomes, elle a un rôle important dans le troisième. En effet, elle est chargée d'accompagner, avec Edwin Til' Illan, Salim Condo pour qu'il demande sa greffe, une des étapes importantes de l'apprentissage Marchombre, car les Mercenaires du Chaos sont de plus en plus présents en Gwendalavir. À leur retour, ils apprendront qu'Ellana Caldin est morte et de ce fait, Edwin Til' Illan appelle toutes les personnes qui sont du côté d'Ellana Caldin afin de détruire la base des Mercenaires du Chaos.